# Digitális Jólét Program
A Digitális Jólét Program (rövidítve: DJP) a harmadik Orbán-kormány által elindított program a magyar internet fejlesztésével kapcsolatos kormányzati feladatokra. Önmeghatározása szerint „közpolitikai akciósorozat”. 
A hazai program finanszírozását  az Európai Unió 2015-ben elfogadott hasonló tárgyú programja tette lehetővé. A Digitális Jólét Program 2022 júliusában megszűnt.

## Története
A Kormány 2015 elején nemzeti konzultációt szervezett az internetről és a digitális fejlesztésekről (rövidítve: InternetKon), miután a korábbi terve ellen (internetadó) tiltakozási hullám indult 2014 őszén. A nemzeti konzultáció eredményére hivatkozva hozta létre 2015-ben  a Kormány a végrehajtásról szóló Digitális Jólét Programot. Orbán Viktor miniszterelnök  egyidejűleg Deutsch Tamást a Digitális Jólét Programja összehangolásáért és megvalósításáért felelős miniszterelnöki biztossá nevezte ki.
A program koordinálását 2017. január 1-jétől a 2011-ben alapított Digitális Jólét Nonprofit Kft végezte. A Magyar Állam tulajdonában álló Nkft. alapítói jogait az Innovációs és Technológiai Minisztérium gyakorolta. A cég ügyvezetője 2018-tól Jobbágy László volt, DJP szakmai vezetője pedig az ITM részéről Gál András Levente.
2022 júliusában Gál András Levente egy nyilatkozatából, illetve a Digitális Jólét Program weboldaláról derült ki, hogy a DJP 2022. július végén megszűnik. A program hét éves tartama alatt 281 terméket hozott létre, köztük saját kiadványokat.

## Főbb programjai

### A DJP 2.0.
2017 nyarán indult el a DJP 2.0, miután a Kormány az 1456/2017. (VII. 19.) Korm. határozattal döntött a Digitális Jólét Program kibővítéséről. A Digitális Jólét Program 2.0 több mint 20 új digitális fejlesztési programot tartalmazó stratégia.

### A DJP2030
A Digitális Jólét Program jövőjét a DJP2030 stratégiai keret adja. Ennek az egyik fő feladata, hogy olyan új megoldásokra és intézményekre tegyen javaslatot, amelyek a nemzetközi együttműködésben is hatékonyan tudják értelmezni, kezelni a digitalizáció teremtette globális kihívásokat és lehetőségeket.

### DJP Hálózat
2017. október 2-tól indult a Digitális Jólét Program Hálózat. Ennek keretében – főként a korábbi eMagyarország Program pontjaira támaszkodva – több ezer „Digitális Jólét Program Pontot” hozott létre a DJ NKft. magyar településeken, ahol a betérő állampolgárok mentorok segítségével vehették igénybe a szolgáltatásokat. Ezeken a pontokon az internet használatában, digitális ügyintézésben segítettek a digitális kompteneciákkal nem rendelkező állampolgároknak, illetve csoportos képzéseket is szerveztek nekik.

### DJSZA - Digitális Jólét Szoftver Alapcsomag
A DJP program egyik botrányos terméke a “Nemzeti” operációs rendszer volt. Már az ezt megalapozó törvényjavaslat megszületésekor is számos kérdés merült fel a valódi céljait illetően, hiszen amire pénzt akartak költeni, azok már mind léteztek.

### Egyéb programjai
- Magyarország Digitális Oktatási Stratégiája (DOS),
- Magyarország Digitális Exportfejlesztési Stratégiája (DES),
- Magyarország Digitális Startup Stratégiája (DSS),
- Magyarország Digitális Gyermekvédelmi Stratégiája (DGYS).

## Az év digitális faluja
A DJP keretében pályázat alapján ítélik oda Az év digitális faluja díjakat.

## Kritikák
2020 elején Hadházy Ákos ellenzéki politikus kijelentette, hogy a DJP néhány NER-cég érdekeit szolgálja, és egy videóban számos gyanúsnak tartott megbízást mutatott be, amelyek a DJP-hez kötődtek. Az országgyűlési képviselő 2021-ben konkrét példával illusztrálta, hogy  a DJP „az uniós pénzek szervezett elcsalása”. Heves megyében egy a Fideszhez kötődő személyt nevezett meg, aki a bemutatott példa szerint, céghálózatot és civil szervezeteket hozott létre, amik 100 milliós támogatáshoz jutottak a program keretében. A képviselő bejelentette, hogy az OLAF-hoz fordul a feltárt gyanús ügyek miatt.
Az első hivatalos információk alapján (GOV hírlevél) a magyar fejlesztésű blackPanther OS képezte volna a DJSZA elnevezésű lakossági szoftvercsomag alapját, de váratlanul megszakadt az együttműködés a felelős minisztériummal. Ebből egy korrupciót leleplező cikksorozat is készült, de ezt később eltávolították.
Miután az FSF egyik tagja állás kapott a Nemzeti Fejlesztési Minisztériumban (ami felelős volt a lakossági szoftvercsomag fejlesztéséért),[forrás?] 2021-ben megjelent a Linux Mint RC változatán alapuló Digitális Jólét Szoftver Alapcsomag a DJP égisze alatt.
Az FSF által üzemeltetett linuxmint.hu weboldalon szinte azonnal a DJSZA hivatalos publikálásával egy időben elkészült egy hosszú a DJSZA-t bemutató cikk.
A rendszerhez semmilyen támogatási hátteret nem biztosítottak, a rendszeren belül pedig jelentéktelen változásokat eszközöltek, egyedi fejlesztés nélkül, mégis szakértői díjként forintmilliárdokat fizettek ki kormányközelinek tekinthető cégeknek. A Linux Minten alapuló DJSZA 2023-ban végül teljesen eltűnt.